# Uferbahnbrücke

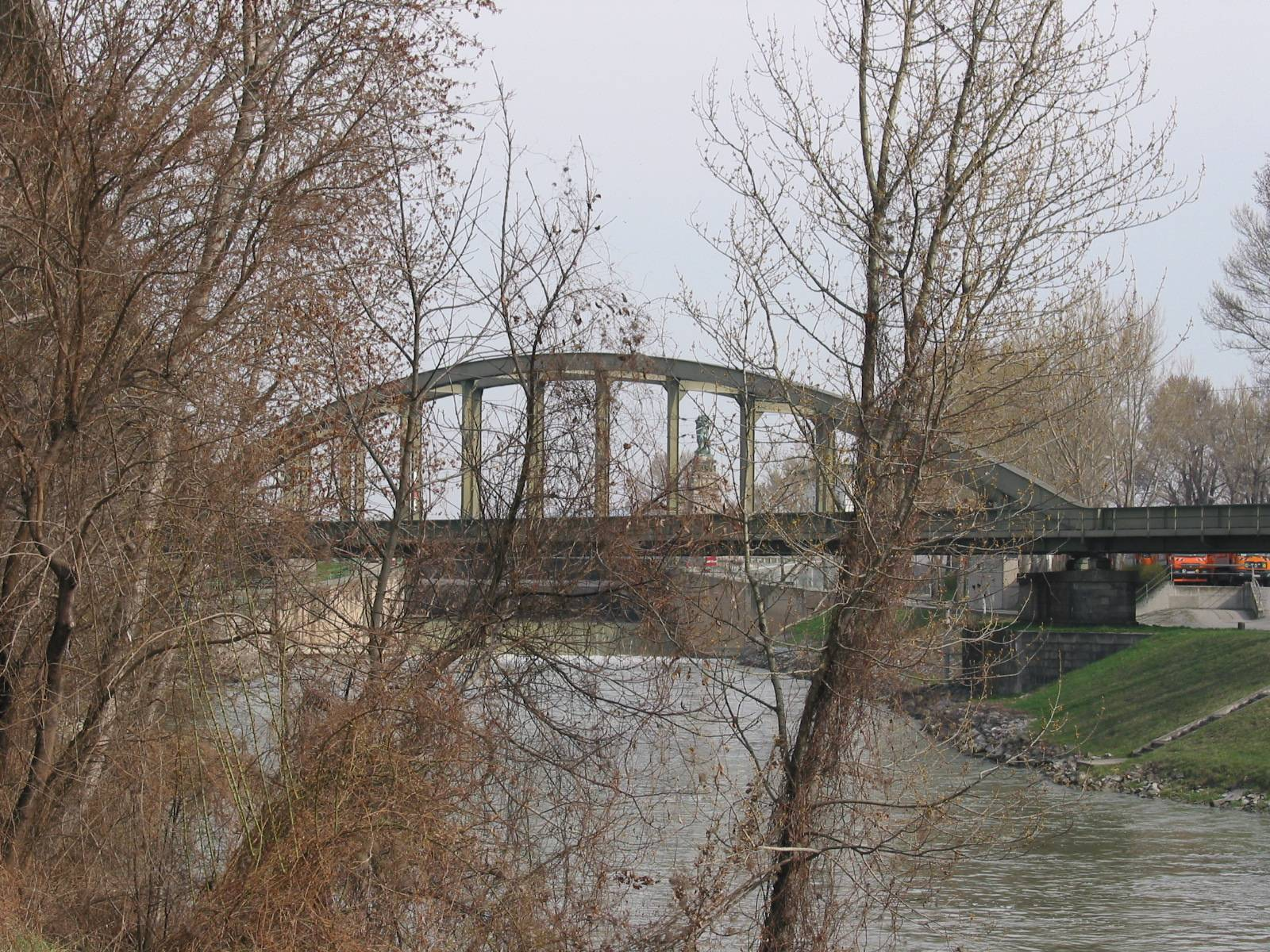
Die Donauuferbahnbrücke über den Wiener Donaukanal – Im Hintergrund das Nußdorfer Wehr

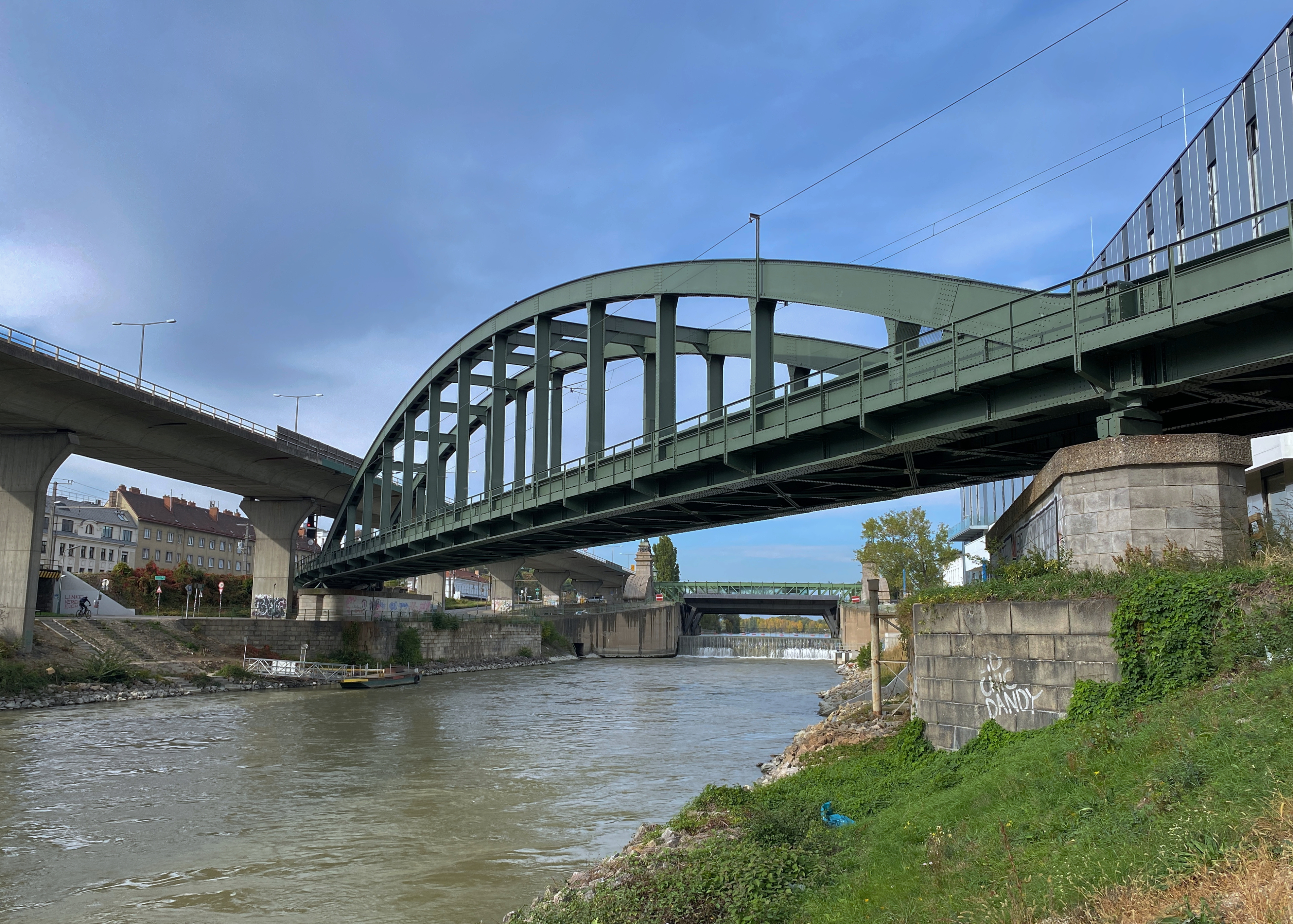
Die Uferbahnbrücke von der linken Seite des Donaukanal

Die Uferbahnbrücke ist eine Eisenbahnbrücke der Donauuferbahn. Sie überquert den Donaukanal in Wien und verbindet die Bezirke Döbling und Brigittenau.

## Lage
Die Uferbahnbrücke befindet sich in der Nähe des Nußdorfer Wehrs, der Nußdorfer Schleuse und des Bahnhofs Nußdorf der Franz-Josefs-Bahn.

## Geschichte

### 1878 bis 1945
Nach der Eröffnung der Donauuferbahn am 26. Oktober 1876 zwischen Stadlauer Ostbahnbrücke und Donaukaibahnhof kam es zu Streitigkeiten, die den Weiterbau der Strecke nach Norden verzögerten. Daher wurde die Verlängerung der 5 Kilometer langen Strecke bis Nußdorf erst am 24. August 1878 in Betrieb genommen. Die von der Bauunternehmung Redlich & Berger hergestellte Strecke beinhaltete auch die Uferbahnbrücke, die den  Donaukanal in einem Winkel von 40° überquerte. Dabei handelte es sich um drei getrennte eingleisige Tragwerke, wovon das mittlere eine Bogenbrücke mit 55,4 Meter Öffnung war. Die Öffnung der beiden Seitenteile betrug jeweils 15,65 Meter. 
1943 wurde neben der Brücke ein zweites Tragwerk errichtet, doch wurden alle diese Brücken im Zweiten Weltkrieg zerstört. Wegen der schwierigen Verhältnisse setzte die Rote Armee nur die ein kurzes Stück südlich gelegene Brücke provisorisch instand, so dass die Züge einen nicht allzu langen Umweg über Heiligenstadt fahren mussten.

### 1949 bis heute
1949 wurde der Neubau der Brücke beschlossen. Zur Gleichenfeier wurde am 1. Dezember 1949 ins Eisenbahnerheim im 5. Wiener Gemeindebezirk geladen. Auf einer erhalten gebliebenen Einladung wird diese von der Wiener Brückenbau und Eisenkonstruktions A. G. errichtete 850 Tonnen schwere Stahlkonstruktion als „Nußdorfer Brücke“ bezeichnet. Der Umbau der Pfeiler  erfolgte durch die Firma Mayreder, Kraus & Co. Es konnten die alten Pfeiler und Widerlager verwendet werden, deren Auslegung für zwei Gleise heute noch erkennbar ist. Die neue eingleisige Brücke hat eine Stützweite von 92 Metern und eine Bogenhöhe von 10 Metern. Im Februar 1950 konnte der Betrieb wieder aufgenommen werden.